# Linia kolejowa Oker – Bad Harzburg
Linia kolejowa Oker – Bad Harzburg – niezelektryfikowana, jednotorowa i lokalna linia kolejowa w kraju związkowym Dolna Saksonia, w Niemczech. Linia łączy Oker z Bad Harzburg.